# Иштван, Вильмош
Ви́льмош  И́штван (венг. István Vilmos, 22 июня 1849 года, Австро-Венгрия — 25 декабря 1910 года, Сомбатхей, Венгрия) — католический прелат, епископ Сомбатхея с 1 ноября 1901 года по 25 декабря 1910 год.

## Биография
12 августа 1874 года Вильмош Иштван был рукоположён в священника.
28 ноября 1898 года Римский папа Лев XIII назначил Вильмоша Иштвана вспомогательным епископом Сомбатхея и титулярным епископом Домециополиса. 15 января 1899 года состоялось рукоположение Вильмоша Иштвана в епископа, которое совершил епископ Сомбатхея Корнель Хидаши.
1 ноября 1901 года римский папа Лев XIII назначил Вильмоша Иштвана епископом Сомбтхея.
Скончался 25 декабря 1910 года в Сомбатхее.